# Leptopenus hypocoelus
Leptopenus hypocoelus är en korallart som beskrevs av Henry Nottidge Moseley 1881. Leptopenus hypocoelus ingår i släktet Leptopenus och familjen Micrabaciidae. Inga underarter finns listade i Catalogue of Life.